# Чемпионат СССР по тяжёлой атлетике 1945
20-й чемпионат СССР по тяжёлой атлетике прошёл с 22 по 24 июня 1945 года в Свердловске (РСФСР). В нём приняли участие 53 атлета, которые были разделены на 6 весовых категорий и соревновались в троеборье (жим, рывок и толчок).

## Медалисты
| Категория                    | Золото                                 | Золото                           | Серебро                                  | Серебро                      | Бронза                                        | Бронза                       |
| До 56 кг (легчайший вес)     | Митрофан Косарев «Строитель» Москва    | 295 кг (85 + 90 + 120)           | Александр Донской «Спартак» Киев         | 265 кг (80 + 80 + 105)       | Наум Лапидус «Динамо» Минск                   | 265 кг (80 + 80 + 105)       |
| До 60 кг (полулёгкий вес)    | Георгий Попов Красная Армия Москва     | 315 кг (87,5 + 100 + 127,5)      | Евгений Лопатин Красная Армия Саратов    | 282,5 кг (85 + 85 + 112,5)   | Михаил Раппопорт Вооружённые Силы Ленинград   | 275 кг (77,5 + 85 + 112,5)   |
| До 67,5 кг (лёгкий вес)      | Мамия Жгенти «Динамо» Тбилиси          | 337,5 кг (100 + 105 + 132,5)     | Израиль Механик «Локомотив» Москва       | 330 кг (102,5 + 102,5 + 125) | Владимир Светилко Вооружённые Силы Батуми     | 322,5 кг (95 + 97,5 + 130)   |
| До 75 кг (средний вес)       | Николай Шатов «Динамо» Москва          | 360 кг (110 + 110 + 140)         | Александр Божко Красная Армия Москва     | 350 кг (100 + 110 + 140)     | Григорий Маликов Вооружённые Силы Владивосток | 330 кг (105 + 92,5 + 132,5)  |
| До 82,5 кг (полутяжёлый вес) | Григорий Новак «Крылья Советов» Москва | 400 кг (132,5 + 117,5 + 150)     | Ефим Хотимский Военно-морской флот Киев  | 362,5 кг (117,5 + 105 + 140) | Павел Кравченко Красная Армия Сталино         | 352,5 кг (112,5 + 105 + 135) |
| Свыше 82,5 кг (тяжёлый вес)  | Яков Куценко «Локомотив» Киев          | 402,5 кг (127,5 + 122,5 + 152,5) | Николай Лапутин Военно-морской флот Киев | 365 кг (115 + 110 + 140)     | Александр Базурин «Крылья Советов» Москва     | 352,5 кг (110 + 102,5 + 140) |